# Leitrim GAA
Le Leitrim County Board of the Gaelic Athletic Association ou plus simplement Leitrim GAA est une sélection de sports gaéliques basée dans la province du Connacht. Elle est responsable de l’organisation des sports gaéliques dans le Comté de Leitrim et des équipes qui le représente dans les rencontres inter-comtés. 

## Histoire
Malgré seulement 28 837 habitants et juste 24 clubs, Leitrim a eu un véritable impact sur l’histoire des sports gaéliques en Irlande.
En football gaélique, le Comté de Leitrim a été une de première importance dans les années 1920, remportant deux championnats du Connacht en 1927 et 1994. Leitrim gagne son premier titre en 1927 grâce à l’aide de l’entraîneur Sean O'Hehir et un peu de chance quand Roscommon GAA ne peut disputer la demi-finale à cause d’une panne de voiture qui empêche cinq joueurs de se présenter au coup d’envoi. Après avoir remporté le championnat de sa province, Leitrim affronte en demi-finale du All-Ireland Kerry GAA et ne perd que de deux points. Le meilleur joueur du Comté est alors Thomas Hanlon, trois fois All-Star.
La deuxième période importante du Comté est la fin des années 1950 lorsqu’il atteint quatre fois de suite la finale du championnat du Connacht, perdant à chaque fois contre Galway GAA.
La dernière période victorieuse est en 1994. Cette année-là Leitrim GAA remporte le championnat du Connacht grâce à une génération de joueurs qui les années précédentes se classait parmi les meilleurs d’Irlande chez les jeunes, preuve en est la victoire en 1991 dans le Connacht pour les moins de 21 ans. 

## Palmarès

### Football gaélique
- All-Ireland Senior Football Championship :
  - Demi-finalistes en 1927 et 1994
- Championnat du Connacht :  2
  - 1927 et 1994